# Wilhelm Schulte I.

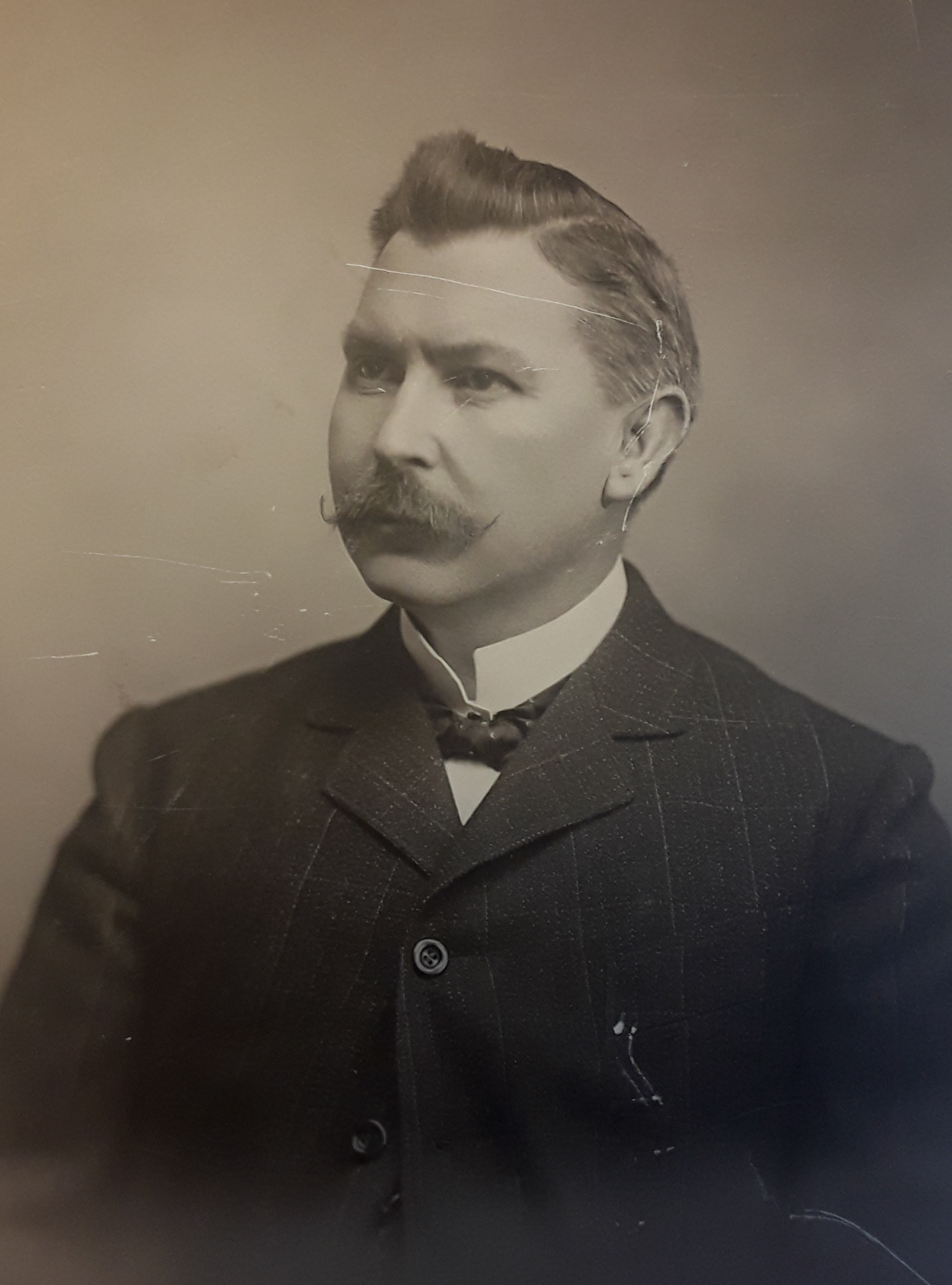

Wilhelm Schulte I. (* 22. März 1858 in Bathey (Kreis Hagen); † 13. September 1920 in Neustadt an der Haardt) war ein deutscher Architekt.

## Leben
Nachdem Wilhelm Schulte I. an der Technischen Hochschule Aachen studiert hatte, war er als Mitarbeiter beim Diözesanbaumeister Hilger Hertel dem Älteren in Köln und Münster tätig, danach ab 1888 bei Franz Bernatz in Speyer. Ab 1890 arbeitete er als selbstständiger Architekt in Neustadt an der Haardt. Nach seinen Plänen wurden unter anderem 37 katholische Kirchen im Raum Pfalz gebaut.
Sein Sohn Wilhelm Schulte II. (1896–1977) war ebenfalls Architekt.

## Bauten (Auswahl)
| Bauzeit   | Bauwerk                                             | Ort                                      | Beschreibung | Bild |
| --------- | --------------------------------------------------- | ---------------------------------------- | --- | ---- |
| 1892–1893 | Katholische Pfarrkirche St. Alban                   | Wattenheim                               | Dreischiffige neugotische Halle, Sandsteinquaderbau (Neubau)                                                                                        |      |
| 1895      | St. Mauritius                                       | Rubenheim                                | Erweiterung |      |
| 1895–1896 | St.-Anna-Kapelle                                    | Burrweiler                               | Wallfahrtskirche |      |
| 1895      | Wohnhaus Moltkestraße 12                            | Neustadt an der Weinstraße               | Repräsentative Doppelhaushälfte im Stile der Neurenaissance mit gotisierenden Motiven                                                               |      |
| 1896–1897 | Katholische Kirche St. Martin                       | Steinweiler                              | Neubau |      |
| 1897–1900 | Katholische Pfarrkirche St. Pirminius               | Pirmasens                                | Neugotische Backsteinbasilika (Neubau). Moderner Wiederaufbau durch Wilhelm Schulte II.                                                             |      |
| 1897–1901 | Katholische Pfarrkirche St. Peter und St. Hubertus  | Hettenleidelheim                         | Neuromanische Osterweiterung |      |
| 1898      | Katholische Kirche St. Anton                        | Mehlingen                                | Neugotischer Saalbau (Neubau) |      |
| 1899      | Villa Biffar                                        | Deidesheim                               | Neurenaissance-Villa mit Mansarddach (Neubau) |      |
| 1899–1901 | Dreifaltigkeitskirche                               | Ludwigshafen am Rhein                    | Dreischiffige neugotische Hallenkirche, Sandsteinquaderbau (Neubau). Nach Kriegszerstörung Wiederaufbau 1952/53 nach Plänen von Wilhelm Schulte II. |      |
| 1901–1903 | Katholische Pfarrkirche St. Nikolaus                | Ramstein                                 | Kreuzförmige neuromanische Basilika (Neubau) |      |
| 1902–1903 | Kaufhaus J. G. Weitlauff                            | Landau in der Pfalz, Marktstraße 113/115 | dreiseitig freistehender, dreigeschossiger neogotischer Bau mit Mansarddach und geschossübergreifenden Ladenarkaden, unter Denkmalschutz            |      |
| 1902–1904 | Katholische Pfarrkirche St. Andreas, Homburg-Erbach | Homburg                                  | Dreischiffige Hallenkirche im neugotischen Stil |      |
| 1903–1906 | St. Laurentius                                      | Contwig                                  | Neuspätgotische Sandsteinhalle (Neubau) |      |
| 1904      | Katholische Pfarrkirche St. Nikolaus                | Börrstadt                                | Chor und Sakristei (Erweiterung) |      |
| 1907      | Katholische Pfarrkirche St. Leo                     | Rödersheim-Gronau                        | Sakristei und Chor (Erweiterung) |      |
| 1907–1908 | Katholische Kirche Herz Jesu                        | Nanzdietschweiler                        | Neubau |      |
| 1909–1911 | St. Johannes Nepomuk                                | Göllheim                                 | Neugotische dreischiffige Hallenkirche (Neubau) |      |
| 1915–1919 | St. Matthäus Eisenberg                              | Eisenberg, Kerzenheimer Straße           | Dreischiffige Sandsteinquader-Basilika, sowie Pfarrhaus                                                                                             |      |
| 1900      | St. Wolfgang                                        | Erfweiler, Winterbergstraße 58           | neugotischer Saalbau |      |
| 1907      | St. Peter Ensheim                                   |                                          | Erweiterung |      |